# 阿斯特丽德·基尔赫
阿斯特丽德·基尔赫（德語：Astrid Kirchherr，1938年5月20日—2020年5月12日. ），德国女性摄影家、艺术家。她拍摄了大量披头士在汉堡时期的照片。
1960年，她在汉堡的Kaiserkeller酒吧结识了艺术家斯图尔特·萨克利夫，当时他正与披头士一起弹奏贝斯，后来两人订婚。
阿斯特丽德承认1967年之前拍的照片不多，但她的早期作品还是在汉堡、不来梅、伦敦、利物浦、纽约、华盛顿特区、东京、维也纳和Rock 'n' Roll Hall of Fame大量展出。她出版过三本限量版摄影作品集。